# Bironides liesthes
Bironides liesthes is een libellensoort uit de familie van de korenbouten (Libellulidae), onderorde echte libellen (Anisoptera).
De wetenschappelijke naam Bironides liesthes is voor het eerst geldig gepubliceerd in 1937 door Lieftinck.